# Partit Socialista de la República Sèrbia
El Partit Socialista de la República Sèrbia (serbi Социјалистичка Партија Републике Српске, Socijalistička Partija Republike Srpske, SPRS) és un partit polític de la República Sèrbia de Bòsnia i Hercegovina. Després de la signatura de l'Acord de Dayton, el partit es va convertir en un opositor del govern de Radovan Karadžić i el Partit Democràtic Serbi.
A les eleccions generals de Bòsnia i Hercegovina de 2002 el partit va obtenir l'1,9% del vot popular i 1 dels 42 escons a la Cambra de Representants de Bòsnia i Hercegovina i 3 de 83 a l'Assemblea Nacional de la República Sèrbia. Es canvia el nom a simplement Partit Socialista (Socijalistička Partija) després d'entrar en l'escena política a Bòsnia i Hercegovina.
A les eleccions generals de Bòsnia i Hercegovina de 2006 el partit va perdre el seu escó a la Cambra de Representants de Bòsnia i Hercegovina, però va guanyar 3,70% dels vots i va mantenir els seus 3 escons a l'Assemblea Nacional de la República Sèrbia.